# شمس كاذبة
الشُّمَيسة أو الشمس الكاذبة أو الشمس الزائفة هي ظاهرة بصرية متعلقة بالغلاف الجوي تظهر فيها بقعة أو بقع مضيئة على أحد جانبي الشمس أو كلا الجانبين. تحدث هذه الظاهرة عندما تنعكس أشعة الشمس على البلورات الثلجية المُحمَّلة في السحاب.

## التشكل والخصائص
تحدث ظاهرة الشمس الكاذبة عادة بسبب انكسار الضوء خلال صفائح بلورات الثلج السداسية الشكل الموجودة إما في طبقة السحب الرقيقة العالية الباردة أو في طبقات السحب الرقيقة البيضاء أثناء الطقس البارد جدا، حيث تنجرف البلورات في الهواء عند مستويات منخفضة، وفي هذه الحالة تسمى الغبار الماسي. حيث تعمل البلورات وكأنها مناشير، وتحني أشعة الضوء التي تمر خلالها بحد أدنى للانحراف بزاوية 22 درجة. بينما تطفو البلورات بلطف إلى الأسفل بوجهها الكبير السداسي الشكل بشكل أفقي تقريباً تنكسر أشعة الشمس خلالها أفقيا، وتشاهد الشموس الوهمية إلى اليسار واليمين من الشمس. الصفائح البلورية الأكبر تضطرب أكثر ولذلك تنتج شموس كاذبة طوليّة.
الشمس الكاذبة ملونه بالأحمر في الجانب الأقرب إلى الشمس؛ وتتدرج الألوان بالمسافات الأبعد عن الشمس من البرتقالي إلى اللون الأزرق. ومع ذلك، فالألوان تتداخل إلى حد كبير حيث تكون خافتة، وليست نقية ابداً أو مشبعة
نفس الصفائح سداسية الشكل من بلورات الثلج التي تسبب ظاهرة الشموس الكاذبة هي مسؤولة عن حدوث ظاهرة القوس الدائري الملون في ظاهرة تدعى القوس المحيط بالسمت أيضا، وهذا يعني أن هذين النوعين من الهالات يميل ترافق وقوعهما معاً. ويفوت  رؤية ظاهرة قوس السمت الدائري في كثير من الأحيان من قبل المشاهدين، نظرا لأنها تحدث مباشرة فوق في أعلى سماء المنطقة.
ومع أن الشمس تشرق عالياً، إلا أن أشعتها التي تمر عبر صفائح البلورات الثلجية تميل على نحو متزايد من المستوى الأفقي، مما يتسبب في زيادة زاوية الانحراف وزيادة تحرك الشموس الكاذبة مبتعدة عن هالة 22° ، في حين أنها لاتزال باقية في نفس ارتفاعها.
وتشكل وتكون الشموس الكاذبة كما شهدناه على الأرض ايضاً من الممكن التنبؤ بحدوثه على كواكب وأقمار أخرى. المريخ مثلاً قد تحدث به تلك الظاهرة وتتشكل الشموس الكاذبة به من كل من بلورات الماء المتجمد وبلورات الثلج الجاف، وعلى الكواكب الغازية العملاقة – كوكب المشتري وزحل وأورانوس ونبتون – بلورات أخرى تشكل غيوم من الأمونيا والميثان وغيرها من المواد التي يمكن أن تنتج هالات مع ترافق اربعه أو أكثر من الشموس الكاذبة.